# Mathlouthi Chedli
Mathlouthi Chedli (ur. 22 grudnia 1994) – tunezyjski zapaśnik walczący w stylu wolnym.  Srebrny medalista igrzysk afrykańskich w 2015. Zdobył złoty medal na mistrzostwach Afryki w 2016; srebrny w 2018 i brązowy w 2014. Triumfator mistrzostw arabskich w 2014. Mistrz śródziemnomorski w 2018 roku.